# 明霞古洞
明霞古洞，位于中国广东省清远市清新县太和镇迳口道藏坑，为清远市清新县的一个县级文物保护单位，类型为近现代重要史迹及代表性建筑，公布时间为1995年。
明霞古洞的历史年代为民国十二年（1923）。